# John P. Swasey
John Philip Swasey (* 4. September 1839 in Canton, Oxford County, Maine; † 27. Mai 1928 ebenda) war ein US-amerikanischer Politiker. Zwischen 1908 und 1911 vertrat er den Bundesstaat Maine im US-Repräsentantenhaus.

## Werdegang
John Swasey besuchte die öffentlichen Schulen seiner Heimat einschließlich des Maine State Seminary. Anschließend studierte er am Tufts College in Medford (Massachusetts). Während des Bürgerkrieges war er zeitweise Oberleutnant in einer Infanterieeinheit aus Maine. Nach einem Jurastudium und seiner im Jahr 1863 erfolgten Zulassung als Rechtsanwalt begann er in Canton in seinem neuen Beruf zu arbeiten.
In den Jahren 1866 und 1867 war Swasey Ratsschreiber und Kämmerer in Canton; von 1868 bis 1870 war er Bezirksstaatsanwalt im Oxford County. Gleichzeitig arbeitete er auch für die Finanzbehörde. Politisch war er Mitglied der Republikanischen Partei. Im Jahr 1874 wurde er in das Repräsentantenhaus von Maine gewählt, von 1875 bis 1876 war er Mitglied des Staatssenats. In den Jahren 1883 und 1884 gehörte Swasey dem Beraterstab von Gouverneur Frederick Robie an.
Nach dem Rücktritt des Kongressabgeordneten Charles E. Littlefield wurde John P. Swasey am 3. November 1908 im zweiten Wahlbezirk von Maine als dessen Nachfolger in das US-Repräsentantenhaus in Washington, D.C. gewählt. Bei dieser Wahl wurde er gleichzeitig für die folgende Legislaturperiode in den Kongress gewählt. Da er bei den Wahlen des Jahres 1910 dem Demokraten Daniel J. McGillicuddy unterlag, konnte er nur bis zum 3. März 1911 im Kongress im US-Repräsentantenhaus verbleiben. Nach dem Ende seiner Zeit im Kongress zog sich John Swasey aus der Politik zurück. In den folgenden Jahren arbeitete er wieder als Anwalt in Canton. Dort ist er am 27. Mai 1928 auch verstorben.